# Сребреник (община)
Община Сребреник (босн. и хорв. Opština Srebrenik, серб. Општина Сребреник) — боснийская община, расположенная в Тузланском кантон Федерации Боснии и Герцеговины. Административным центром является Сребреник.

## Население
По предварительным данным переписи в конце 2013 года население общины составляло 42 762 человека. По данным переписи населения 1991 года, в 49 населённых пунктах общины проживали 40 896 человек.